# Chung kết giải vô địch bóng đá châu Âu 2008
Trận chung kết giải vô địch bóng đá châu Âu 2008 diễn ra vào ngày 29 tháng 6 năm 2008 tại sân vận động Ernst Happel ở thủ đô Viên, Áo để xác định đội vô địch Giải vô địch bóng đá châu Âu 2008. Hai đội giành quyền lọt vào trận đấu cuối cùng này là Đức và Tây Ban Nha. Sau 90 phút chung cuộc, Tây Ban Nha giành thắng lợi với tỉ số 1–0, và lần thứ hai trong lịch sử bước lên ngôi vị cao nhất của bóng đá châu Âu. Cầu thủ ghi bàn thắng duy nhất của trận đấu là Fernando Torres, đây cũng là lần duy nhất anh "khai hỏa" tại giải. Tây Ban Nha cũng trở thành đội bóng thứ hai trong lịch sử giành ngôi vô địch Euro với thành tích toàn thắng; đội bóng đầu tiên đạt kỳ tích này là đội tuyển Pháp của Michel Platini tại giải năm 1984.
Lễ bế mạc của Euro 2008 được tổ chức ngay trước khi trận chung kết diễn ra, với sự tham gia của hơn 400 nghệ sĩ, trong đó có nam ca sĩ người Tây Ban Nha Enrique Iglesias, anh đã thể hiện bài hát chính thức của giải, "Can You Hear Me".

## Đức – Tây Ban Nha

### Chi tiết
| Đức | 0–1      | Tây Ban Nha |
| --- | -------- | ----------- |
|     | Chi tiết | Torres 33'  |

| Đức | Tây Ban Nha |

| TM                      | 1  | Jens Lehmann           |     |     |
| RB                      | 3  | Arne Friedrich         |     |     |
| CB                      | 17 | Per Mertesacker        |     |     |
| CB                      | 21 | Christoph Metzelder    |     |     |
| LB                      | 16 | Philipp Lahm           |     | 46' |
| CM                      | 8  | Torsten Frings         |     |     |
| CM                      | 15 | Thomas Hitzlsperger    |     | 58' |
| RW                      | 7  | Bastian Schweinsteiger |     |     |
| AM                      | 13 | Michael Ballack (c)    | 43' |     |
| LW                      | 20 | Lukas Podolski         |     |     |
| CF                      | 11 | Miroslav Klose         |     | 79' |
| Vào thay người:         |    |                        |     |     |
| HV                      | 2  | Marcell Jansen         |     | 46' |
| TĐ                      | 22 | Kevin Kurányi          | 88' | 58' |
| TĐ                      | 9  | Mario Gómez            |     | 79' |
| Huấn luyện viên trưởng: |    |                        |     |     |
| Joachim Löw             |    |                        |     |     |

| TM                      | 1  | Iker Casillas (c) | 43' |     |
| RB                      | 15 | Sergio Ramos      |     |     |
| CB                      | 4  | Carlos Marchena   |     |     |
| CB                      | 5  | Carles Puyol      |     |     |
| LB                      | 11 | Joan Capdevila    |     |     |
| DM                      | 19 | Marcos Senna      |     |     |
| RM                      | 6  | Andrés Iniesta    |     |     |
| CM                      | 8  | Xavi              |     |     |
| CM                      | 10 | Cesc Fàbregas     |     | 63' |
| LM                      | 21 | David Silva       |     | 66' |
| CF                      | 9  | Fernando Torres   | 74' | 78' |
| Vào thay người:         |    |                   |     |     |
| TV                      | 14 | Xabi Alonso       |     | 63' |
| TV                      | 12 | Santi Cazorla     |     | 66' |
| TĐ                      | 17 | Dani Güiza        |     | 78' |
| Huấn luyện viên trưởng: |    |                   |     |     |
| Luis Aragonés           |    |                   |     |     |

| Cầu thủ xuất sắc nhất trận: Fernando Torres (Tây Ban Nha) Trợ lý trọng tài: Alessandro Griselli (Ý) Paolo Calcagno (Ý) Trọng tài bàn: Peter Fröjdfeldt (Thụy Điển) |

### Thống kê
|                | Đức | Tây Ban Nha |
| -------------- | --- | ----------- |
| Bàn thắng      | 0   | 1           |
| Sút bóng       | 2   | 6           |
| Sút cầu môn    | 1   | 3           |
| Kiểm soát bóng | 48% | 52%         |
| Phạt góc       | 4   | 3           |
| Lỗi            | 10  | 9           |
| Việt vị        | 0   | 2           |
| Thẻ vàng       | 1   | 1           |
| Thẻ đỏ         | 0   | 0           |

|                | Đức | Tây Ban Nha |
| -------------- | --- | ----------- |
| Bàn thắng      | 0   | 0           |
| Sút bóng       | 2   | 7           |
| Sút cầu môn    | 0   | 4           |
| Kiểm soát bóng | 54% | 46%         |
| Phạt góc       | 0   | 4           |
| Lỗi            | 12  | 10          |
| Việt vị        | 5   | 2           |
| Thẻ vàng       | 1   | 1           |
| Thẻ đỏ         | 0   | 0           |

|                | Đức | Tây Ban Nha |
| -------------- | --- | ----------- |
| Bàn thắng      | 0   | 1           |
| Sút bóng       | 4   | 13          |
| Sút cầu môn    | 1   | 7           |
| Kiểm soát bóng | 52% | 48%         |
| Phạt góc       | 4   | 7           |
| Lỗi            | 22  | 19          |
| Việt vị        | 5   | 4           |
| Thẻ vàng       | 2   | 2           |
| Thẻ đỏ         | 0   | 0           |